# Omacetaxin mepeszukcinát
A korábban homoharringtoninnak vagy HHT-nak nevezett omacetaxin mepeszukcinát (INN, Synribo® és Myelostat® néven van forgalomban), a krónikus myeloid leukémia (CML) kezelésére szolgáló hatóanyag. Ezt a természetben előforduló anyagot először 1970-ben, a mandzsu áltiszafa (Cephalotaxus harringtonii) alkaloidjaként izolálták, jelenleg félszintetikus úton állítják elő. Az első omacetaxin mepeszukcinát hatóanyagtartalmú készítményt az Egyesült Államok Élelmiszer- és Gyógyszerügyi Hivatala (FDA) 2012 októberében engedélyezte. A készítmény olyan krónikus myeloid leukémiában szenvedő felnőtt betegek részére nyújthat segítséget, ahol a kezelés legalább két tirozin-kináz inhibitor (TKI) gyógyszerrel szemben is rezisztens és/vagy a beteg számára nem tolerálható a terápia.

## Klinikai vizsgálatok
Omacetaxin/homoharringtonin olyan krónikus mieloid leukémiaban szenvedő betegek terápiája során alkalmazható, ahol a tirozin-kináz inhibitorokkal történő kezelés nem hatásos vagy nem tolerálható.
2009 júniusában tették közzé egy hosszú távú, nyílt, fázis II. vizsgálat eredményeit, ahol CML betegeknél vizsgálták az omacetaxin infúziók alkalmasságát. Tizenkét hónapos kezelést követően a betegek körülbelül egyharmadánál észleltek citogenetikai választ. A vizsgálatban szereplő adatok alapján azoknál a betegeknél, ahol az imatinib hatástalan, továbbá azoknál, akiknél T315I mutáció áll fenn (ilyenkor a betegség nem reagál a tirozin-kináz gátló kezelésekre), az infúzió alkalmazása esetén 28%-ban alakult ki citogenetikai válasz, hematológiai választ pedig a betegek 80%-a produkált.
A fázis I. vizsgálatok során, ahol kis létszámú betegcsoporton vizsgálták az adott szer hatásosságát, az omacetaxin előnyösnek bizonyult a mielodiszplasztikus szindróma (MDS, 25 beteg) és az akut mielogén leukémia (AML, 76 beteg) kezelésére. A szolid tumorokkal rendelkező betegek esetén az omacetaxin nem bizonyult hatásosnak.

## Alkalmazás
A nemzetközi védjegyzett nevén omacetaxin mepeszukcinátként ismert HHT-t a ChemGenex Pharmaceuticals Ltd. fejlesztette gyógyszerré a StragenPharma közreműködésével. A szer más, ebben az indikációban fejlesztés alatt álló (és leginkább infúzió formájában adagolt) hatóanyagokkal szemben azzal a jelentős előnnyel is rendelkezik, hogy a betegek szubkután injekcióval, önmaguknak is adagolhatják. Jelenleg fejlesztés alatt állnak különböző modern gyógyszertechnológiai megoldások, amelyek előmozdíthatják újabb generációs, jobb toxicitási profillal rendelkező omacetaxin-analógok fejlesztését.

## Mellékhatások
Előfordulásuk gyakorisága szerint:
Nagyon gyakori (> 10%):
- Hasmenés
- Myeloszuppresszió†
- Általános tünetek (láz, kimerültség), az injekció alkalmazásának következményeként az alkalmazás helyén fellépő reakciók
- Hányinger
- Izomgyengeség
- Ízületi fájdalom
- Fejfájás
- Köhögés
- Hajhullás
- Székrekedés
- Orrvérzés
- Fájdalom a has felső részén
- Végtagfájdalom
- Ödéma
- Hányás
- Hátfájás
- Hiperglikémia, olykor extrém mértékű
- Köszvény
- Kiütés
- Álmatlanság

Gyakori (1–10%; 100 kezelt beteg közül 1-10 esetben fordulhat elő):
- Rohamok
- Vérzés

† Myeloszuppresszió, beleértve a következőket: trombocitopénia, anémia, neutropénia és limfopénia (az előfordulásuk gyakorisága szerint csökkenő sorrendbe rendezve).

## Mechanizmus
Az omacetaxin hatását a transzláció gátlása révén fejti ki.
Az elongáció kezdő lépésének visszaszorításával akadályozza meg a fehérjeszintézis folyamatát. Kölcsönhatásba lép a riboszomális alegység „A site”-jával (aminosav hely), így gátolva az érkező aminoacil-tRNS-eken lévő aminosavak oldalláncainak megfelelő elhelyezkedését. Az omacetaxin csak a fehérje transzláció kezdeti lépésére, az iniciációra hat, és nem gátolja a fehérjeszintézist, ha már megkezdődött az mRNS-ről a transzláció folyamata.

## Fordítás
- Ez a szócikk részben vagy egészben  az   Omacetaxine mepesuccinate című angol Wikipédia-szócikk ezen változatának fordításán alapul.  Az eredeti cikk szerkesztőit annak laptörténete sorolja fel. Ez a jelzés csupán a megfogalmazás eredetét és a szerzői jogokat jelzi, nem szolgál a cikkben szereplő információk forrásmegjelöléseként.